# Bramming Egnsmuseum
Bramming Egnsmuseum er et lokalmuseum, der har til huse i Brammings nedlagte elværk. Museet åbnede i 1994 efter omfattende indsamlinger siden 1960'erne forestået af Byhistorisk Arkiv Bramming.
Museet viser skiftende udstillinger om kulturhistorie, kunst og kunsthåndværk. I 2007 åbnede det såkaldte Historium, der er et 5,5 m højt glasmontre på knap 100 m3. Her udstilles både Brammingegnens og Sydvestjyllands kulturhistorie og træk af dansk kulturhistorie som helhed. Emnerne spænder fra jægerstenalderens bopladser, gravhøjene fra sten- og bronzealder over sydvestjyske herregårde, Kaj Lykkes kranium, landbruget i marskegnene til stationsbyerne erhvervsliv og foreningsliv og besættelsestiden i Sydvestjylland. Alt i alt behandles 199 emner.
I den store tidligere maskinhal på museet afholdes arrangementer som koncerter og foredrag.
Pr. 1. januar 2016 blev museet fusioneret med Sydvestjyske Museer.

## Ledere
Mussets ledere har gennem tiden været:
- Uffe Munk: 1996-2005[5]
- Mogens Hansen: 2005-2019[6]
- Søren Byskov: 2020-[6]